# 九州歯科大学附属病院
九州歯科大学附属病院（きゅうしゅうしかだいがくふぞくびょういん）は、福岡県北九州市小倉北区にある大学病院、医科併設歯科病院である。2014年の患者数は、医科外来3,941名、歯科外来127,053名、医科入院0名、歯科入院7,913名である。

## 沿革
- 1918年（大正7年） - 九州歯科医学校附属病院開設。
- 1921年（大正10年） - 九州歯科医学専門学校附属病院となる。
- 1924年（大正13年） - 福岡市今泉町に新築・移転
- 1936年（昭和11年） - 現在地に移転
- 1944年（昭和19年） - 小倉市立病院とともに県立移管し、福岡県立医学歯学専門学校附属病院と改称
- 1947年（昭和22年） - 福岡県立歯科医学専門学校附属病院と改称
- 1949年（昭和24年） - 九州歯科大学附属病院と改称
- 2006年（平成18年） - 公立大学法人九州歯科大学による運営となる

## 診療科
（平成30年4月現在）
- 診断科
- 口腔保健科
- 総合診療科
- 保存治療科
- 歯周病科
- 義歯科
- 口腔インプラント科
- 小児歯科
- 矯正歯科
- 口腔環境科[高齢者歯科・摂食機能リハビリ科]
- あんしん科[障がい者(児)歯科]
- 麻酔科・歯科麻酔科・ペインクリニック
- 口腔内科・口腔外科
- 口腔顎顔面外科
- 歯科放射線科
- 地域包括歯科医療センター(DEMCAB)
- 歯科医療リスク管理センター(DEMCOM)
- 内科
- 外科

## 交通アクセス
- 西鉄バス北九州 - 「歯大前」バス停下車 徒歩1分
- 西鉄バス北九州 - 「到津三叉路」バス停下車 徒歩3分
- 西鉄高速バス　福岡 - 北九州線(いとうづ号) - 「歯大前」バス停下車 徒歩1分
- 日豊本線 南小倉駅から徒歩15分、タクシー約5分